# Vranovina (Novi Pazar)
Pour les articles homonymes, voir Vranovina.
Vranovina (en serbe cyrillique : Врановина) est un village de Serbie situé sur le territoire de la Ville de Novi Pazar, district de Raška. Au recensement de 2011, il comptait 286 habitants.

## Démographie
| 1948 | 1953 | 1961 | 1971 | 1981 | 1991 | 2002 | 2011 |
| ---- | ---- | ---- | ---- | ---- | ---- | ---- | ---- |
| 679  | 756  | 744  | 667  | 498  | 436  | 329  | 286  |

|  |